# Estación de Schwarzenbach
La estación de Schwarzenbach es una estación ferroviaria de la localidad de Schwarzenbach, perteneciente a la comuna suiza de Jonschwil, en el Cantón de San Galo.

## Historia y situación
La estación de Schwarzenbach fue inaugurada en el año 1855 con la puesta en servicio del tramo Wil - Flawil de la línea Wil - San Galo. En 1856 se completó la línea hasta San Galo. 
Se encuentra ubicada en el borde noreste de la localidad de Schwarzenbach, en el noroeste de la comuna de Jonschwil. Cuenta con un único andén central al que acceden dos vías pasantes, a las que hay que añadir otras dos vías pasantes, así como varios haces de vías muertas y una derivación a una fábrica en el noreste de la estación.
En términos ferroviarios, la estación se sitúa en la línea Wil - San Galo. Sus dependencias ferroviarias colaterales son la estación de Wil, donde se inicia la línea y la estación de Algetshausen-Henau en dirección San Galo.

## Servicios ferroviarios
Los servicios ferroviarios de esta estación están prestados por SBB-CFF-FFS:

### S-Bahn San Galo
Hasta la estación llegan dos líneas de la red de cercanías S-Bahn San Galo:
- S 1 Altstätten - Rorschach – San Galo - Gossau - Flawil - Uzwil - Wil. Los trenes circulan cada hora en ambos sentidos, aunque en determinadas franjas de mayor demanda, la frecuencia se reduce hasta la media hora.
- S N San Galo - Romanshorn/St. Margrethen/Wil. Línea nocturna que sólo opera las noches de viernes y sábados.
- También parte a primera hora de la mañana un tren de la línea S, que hace el recorrido San Galo - Gossau - Flawil - Uzwil - Wil - Winterthur - Zúrich-Aeropuerto - Zúrich-Oerlikon.

La red de cercanías S-Bahn San Galo será ampliada en el año 2013.